# 인도 U-23 축구 국가대표팀

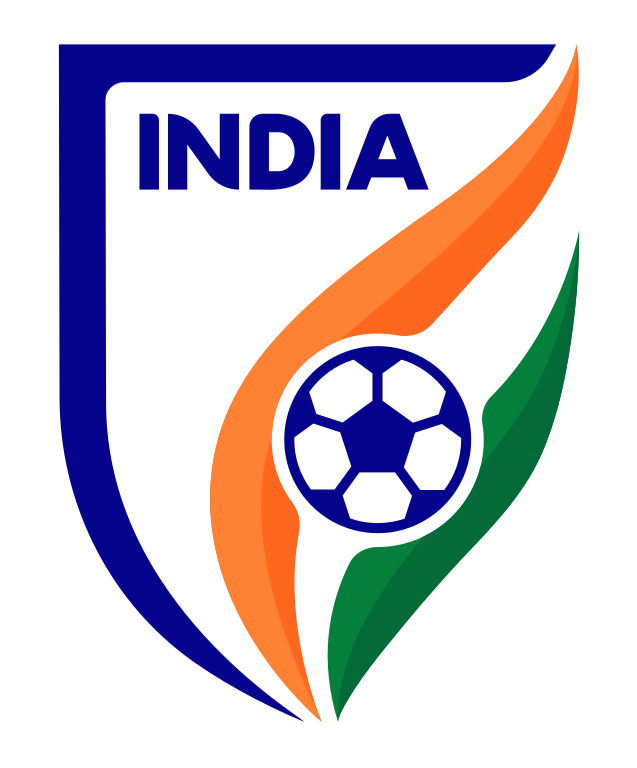

인도 U-23 축구 국가대표팀은 인도를 대표하는 23세 이하 축구 국가대표팀으로 현재까지 AFC U-23 아시안컵과 하계 올림픽 본선 경험은 전무하다.

## 국제 대회 경력

### 아시안 게임
아시안 게임에는 인도 올림픽 협회가 참가를 불허한 2018년 대회를 제외한 5번의 대회에 모두 참가하여 이 중 2010년 대회와 2022년 대회에서 16강 진출의 성과를 거두었다.

### 남아시아 경기 대회
남아시아 경기 대회에는 2004년부터 2016년 대회까지 4회 연속 참가하여 2004년과 2016년 대회에서는 은메달을 목에 걸었고 2006년과 2010년 대회에서는 4강에 올랐으나 메달 획득에는 실패했으며 2019년 대회에는 참가하지 않았다.

## 주요 대회 성적

### 올림픽
| 연도                                       | 결과      | 경기      | 승        | 무        | 패        | 득점      | 실점      |
| ------------------------------------------ | --------- | --------- | --------- | --------- | --------- | --------- | --------- |
| 모든 연령의 선수 참가에서 23세 이하로 변경 |           |           |           |           |           |           |           |
| 1992년                                     | 예선 탈락 | 예선 탈락 | 예선 탈락 | 예선 탈락 | 예선 탈락 | 예선 탈락 | 예선 탈락 |
| 1996년                                     | 예선 탈락 | 예선 탈락 | 예선 탈락 | 예선 탈락 | 예선 탈락 | 예선 탈락 | 예선 탈락 |
| 2000년                                     | 예선 탈락 | 예선 탈락 | 예선 탈락 | 예선 탈락 | 예선 탈락 | 예선 탈락 | 예선 탈락 |
| 2004년                                     | 예선 탈락 | 예선 탈락 | 예선 탈락 | 예선 탈락 | 예선 탈락 | 예선 탈락 | 예선 탈락 |
| 2008년                                     | 예선 탈락 | 예선 탈락 | 예선 탈락 | 예선 탈락 | 예선 탈락 | 예선 탈락 | 예선 탈락 |
| 2012년                                     | 예선 탈락 | 예선 탈락 | 예선 탈락 | 예선 탈락 | 예선 탈락 | 예선 탈락 | 예선 탈락 |
| 2016년                                     | ?         |           |           |           |           |           |           |
| 합계                                       | 0/6       | 0         | 0         | 0         | 0         | 0         | 0         |

### 아시안 게임
| 연도                                       | 결과     | 경기 | 승 | 무 | 패 | 득점 | 실점 |
| ------------------------------------------ | -------- | ---- | -- | -- | -- | ---- | ---- |
| 모든 연령의 선수 참가에서 23세 이하로 변경 |          |      |    |    |    |      |      |
| 2002년                                     | 조별예선 | 3    | 2  | 0  | 1  | 6    | 3    |
| 2006년                                     | 조별예선 | 3    | 1  | 1  | 1  | 3    | 4    |
| 2010년                                     | 16강     | 4    | 1  | 0  | 3  | 5    | 10   |
| 2014년                                     | 조별예선 | 2    | 0  | 0  | 2  | 0    | 7    |
| 2018년                                     | ?        |      |    |    |    |      |      |
| 합계                                       | 4/4      | 10   | 4  | 1  | 5  | 14   | 17   |

### AFC U-23 아시안컵
| 연도   | 결과      | 경기      | 승        | 무        | 패        | 득점      | 실점      |
| ------ | --------- | --------- | --------- | --------- | --------- | --------- | --------- |
| 2014년 | 예선 탈락 | 예선 탈락 | 예선 탈락 | 예선 탈락 | 예선 탈락 | 예선 탈락 | 예선 탈락 |
| 2016년 | 예선 탈락 | 예선 탈락 | 예선 탈락 | 예선 탈락 | 예선 탈락 | 예선 탈락 | 예선 탈락 |
| 2018년 | 예선 탈락 | 예선 탈락 | 예선 탈락 | 예선 탈락 | 예선 탈락 | 예선 탈락 | 예선 탈락 |
| 2020년 | 예선 탈락 | 예선 탈락 | 예선 탈락 | 예선 탈락 | 예선 탈락 | 예선 탈락 | 예선 탈락 |
| 합계   | 0/4       | 0         | 0         | 0         | 0         | 0         | 0         |

- 참고: AFC U-23 아시안컵이 올림픽 축구 아시아 지역 예선 역할을 한다.

## 같이 보기
- 인도 축구 국가대표팀
- 인도 여자 축구 국가대표팀